# Чимина
Чимина (итал. Ciminna) је насеље у Италији у округу Палермо, региону Сицилија.
Према процени из 2011. у насељу је живело 3340 становника. Насеље се налази на надморској висини од 473 м.

## Становништво
Према резултатима пописа становништва 2011. у општини је живело 3.845 становника.
| 1931. | 1936. | 1951. | 1961. | 1971. | 1981. | 1991. | 2001. | 2011. |
| ----- | ----- | ----- | ----- | ----- | ----- | ----- | ----- | ----- |
| 5.392 | 5.585 | 6.335 | 5.271 | 4.080 | 3.913 | 4.251 | 3.986 | 3.845 |